# Schöne neue Welt – Wie Silicon Valley unsere Zukunft bestimmt
Schöne neue Welt – Wie Silicon Valley unsere Zukunft bestimmt (2016) ist die zweite von bisher drei Dokumentationen, die Angela Andersen und Claus Kleber über den Innovationsstandort Silicon Valley gedreht haben. Interviewt wurden u. a. Astro Teller, Enkelsohn von Edward Teller und Leiter der Google Forschungsabteilung Google X, Jennifer Doudna, Forscherin im Bereich Genetik an der Universität Berkeley und Sebastian Thrun, Gründer der Online-Akademie Udacity.

## Inhalt
Ein schimmerndes Einhorn galoppiert über die Golden Gate Bridge. „Unicorns“ sind im Silicon Valley Start-ups, die über Nacht einen Marktwert von einer Milliarde Dollar erreichen. Sebastian Thruns Einhorn-Idee war Udacity, eine Online-Akademie, in der bald eine Milliarde Menschen lernen und lehren sollen. Für Google hatte er bereits das erste selbstfahrende Auto entwickelt. In der Langsamkeit der Regierung sieht er den Grund, warum das Silicon Valley so gut funktioniert.
Claus Kleber besucht Unternehmer und Entwickler der Biotechnologie, Gen-Technik, aber auch einen „Partner“ von Uber, wie der Fahrdienstanbieter die für ihn arbeitenden Autofahrer euphemistisch nennt. Resty Mendoza nimmt möglichst alle vorgeschlagenen Fahrten an und schläft nachts in seinem Wagen auf einem Parkplatz von San Francisco.
Unter den klingenden Namen der neuen Wirtschaftselite befindet sich auch Eric „Astro“ Teller, der mit der Forschungseinheit Google X ein sogenanntes Moonshot-Projekt leitet – so werden bei Google Unternehmungen genannt, die erstmal unmöglich erscheinen. Aktuell geht es Teller darum, mittels Heißluftballons auch jene 3 Milliarden Menschen mit einer Internetanbindung zu versorgen, die bisher keinen Zugang hatten. Geld spielt keine Rolle, da Google und andere Tech-Giganten dringend nach Möglichkeiten suchen, ihre enormen Gewinne zu investieren.
Mike Schroepfer, Nummer 2 nach Mark Zuckerberg bei Facebook, versichert Kleber, es gehe Facebook darum, seine Nutzer glücklicher zu machen und dafür zu sorgen, dass sie nichts verpassen. Auch die anderen Protagonisten wollen die Welt verbessern: Adam Gazzaley will das menschliche Gehirn schneller machen, Co-Gründer von Airbnb Nathan Blecharczyk bietet 80 Millionen Menschen schöne Erfahrungen in fremden Wohnungen, Carl Bass berichtet stolz, dass dem Shanghai Tower schon nicht mehr ein Architekt, sondern hunderttausend Stunden Computersimulation die materialsparende Form gegeben hat.
Jennifer Doudna, Revolutionärin der Gen-Technik, entwickelt im Labor ein Verfahren, mit dem sich Gene von Pflanzen, Tieren und Amöben punktgenau verändern lassen. Auf kritische Nachfrage hin antwortet sie, sie sei bereit zu einer offenen, globalen Diskussion über ihre Forschungen. Alexander Schuth gründete eine Firma, um mit Doudnas Erkenntnissen Medikamente zu entwickeln.
„Die Kräfte, die hier entfesselt wurden, sind nicht mehr zu stoppen. Vielleicht sind sie noch zu steuern.“, resümiert Kleber am Ende des Films.

## Hintergrund
Bereits 2007 hatte das Autoren-Duo Andersen und Kleber für die Dokumentation Amerikas andere Seite das Silicon Valley besucht. 2016 verbrachten die beiden wieder 30 Drehtage in Kalifornien. Der von ECO Media für das ZDF produzierte Film Schöne neue Welt wurde am 19. Juni 2016 erstausgestrahlt und erreichte mit 1,91 Millionen Zuschauern einen Marktanteil von 17,1 %.
Im Jahr 2022 drehten Andersen und Kleber mit Utopia – Irre Visionen in Silicon Valley eine weitere Fortsetzung. Während sie sich in Schöne neue Welt noch mit den Plänen der Technologiekonzerne im Silicon Valley beschäftigt hätten, ginge es in Utopia um grundsätzliche Fragen, sagte Kleber dem Tagesspiegel: um die Unumkehrbarkeit der Entwicklung. Harald Keller von der Frankfurter Rundschau schrieb zu Utopia: „Vermittelte das Autorenduo vor sechs Jahren Skepsis, aber eine eher vage Kritik, werden sie in der Fortsetzung deutlich. Dieses Mal lautet ihr kämpferisches Fazit: ‚Es wird Zeit, sich (…) einzumischen.‘“

## Rezeption
Für Michael Hanfeld von der FAZ ist Schöne neue Welt einer der interessantesten Filme die Kleber und Andersen je gedreht haben: „Die einzelnen Gesichtspunkte, die sie erörtern, dürften für die Interessierten nicht unbedingt neu sein, aber so stringent erzählt und optisch geschmeidig ins Bild gesetzt (als Leitmotiv prescht ein digital animiertes Einhorn durch die Szenerie), hat man das im Fernsehen selten.“
Von den vielen Themen und Protagonisten erstaunte Jan-Bernd Meyer von der Computerwoche am meisten über Neil Jacobstein, Professor für künstliche Intelligenz und Robotic, der im Film tatsächlich fordert, man müsse zukünftig ein Existenzminimum für alle sicherstellen: „Die Forderung nach einem bedingungslosen Grundeinkommen aus dem Mund eines Silicon-Valley-Forschers ist durchaus nicht alltäglich.“
Claudia Tieschky von der Süddeutschen Zeitung bemerkt „die beharrliche Begeisterungsferne eines Claus Kleber.“ Er sei „in einer Welt des radikalen Wandels de[r] Markenbotschafter der Zögerlichkeit. […] Man möchte ihm fast sagen: Man, hab doch nicht vor allem Angst. […] Kurioserweise ist diese Dokumentation ausgerechnet deshalb, wegen der ganzen neugierigen Bedenkenträgerei, so unerhört gut. […] Wenn er von permanenter Überforderung durch digitale Technik redet, dürfte er einem großen Teil des deutschen Publikums aus der Seele sprechen.“ Den entscheidenden Bogen zur Weltpolitik schlägt laut Tieschky der Künstler Jeremy Mayer: „Die digitale Verwandlung der Welt verunsichert, und das habe großen Anteil am ‚Trend zu autoritären Figuren‘, analysiert der Künstler Jeremy Mayer […] Und doch: ‚Jetzt ist die aufregendste Epoche der Geschichte‘. Kleber aber, immer noch ungerührt, spürt da nichts. Er findet, wir Europäer seien aus anderem Holz: ‚Das ist nicht unser Trip‘. Und für ein einziges Mal wirkt der Film sagenhaft naiv.“
Thomas Moßburger von Focus Online beklagt den „gewohnte[n] deutsche[n] Pessimismus.“ Es reiche bereits, den Namen des Films zu lesen: „Wie soll man eine deutsche Reportage über neue Technologien sonst auch nennen, wenn nicht nach Aldous Huxleys Dystopie? […] Wir werden alle sterben, aaaaaaaaaaaah!“ Kleber tue, als ob man Technologien einfach ablehnen könnte. Stattdessen hätte Moßburger lieber Lösungen von ihm gehört: „Wir sollten überlegen, wie wir die Digitalisierung demokratisch steuern können und wie wir sie für Gutes nutzen können, wie wir negative Folgen abwenden oder damit umgehen können.“

## Auszeichnungen
- 2016: Georg von Holtzbrinck-Preis für Wirtschaftspublizistik (Kategorie Audiovisuell)[11]
- 2016: Nominierung für die Auszeichnung der Deutschen Akademie für Fernsehen (Kategorie Fernseh-Journalismus)[12]
- 2017: Silver World Medal auf dem New York Festival[13]
- 2017: Nominierung für den Deutschen Wirtschaftsfilmpreis (Kategorie 1 – Wirtschaftsfilme (Langfilme))[14]